# Монте-Пізаніно
44°08′01″ пн. ш. 10°12′52″ сх. д. / 44.133611111111° пн. ш. 10.214444444444° сх. д.
Монте-Пізаніно (італ. Monte Pisanino) — гірська вершина в  Італії, регіоні Тоскана. Найвища точка Апуанських Альп (1946  м).

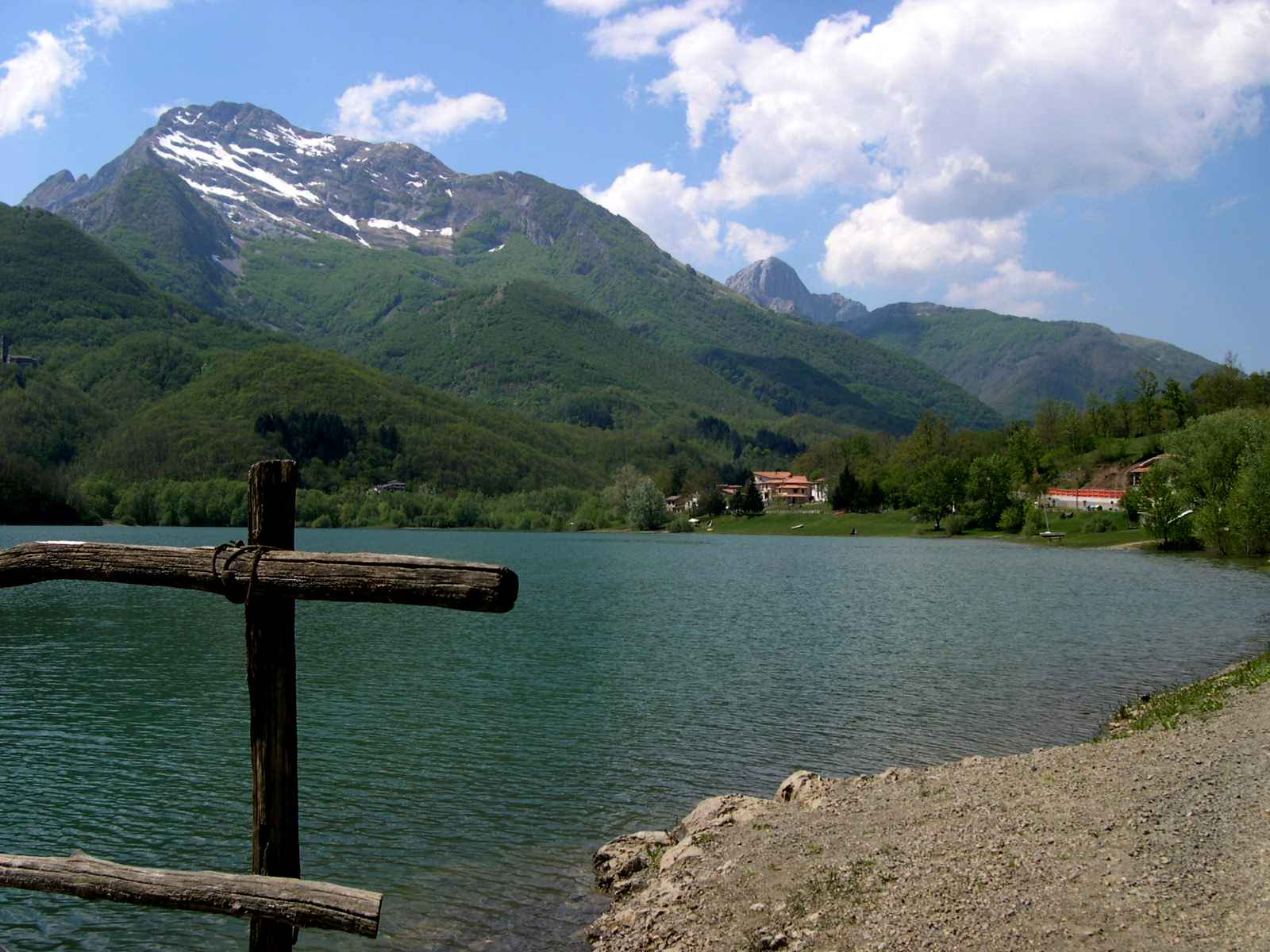
Вид на вершину з озера Грамолаццо.

Вершина адміністративно розташована на території комуни Мінуччано (провінція  Лукка).
Згідно з легендою гора отримала свою назву від  пізанських солдатів, які тут ховалися.